# Szent arkangyalok fatemplom (Petrozsény)
A petrozsényi Szent arkangyalok fatemplom műemlékké nyilvánított épület Romániában, Hunyad megyében. A romániai műemlékek jegyzékében a  HD-II-m-B-03413 sorszámon szerepel.